# دون سكوت (كاتب)
دون سكوت هو كاتب كندي، ولد في 19 مايو 1924، وتوفي في 6 ديسمبر 2011.